# Gasodomèstic

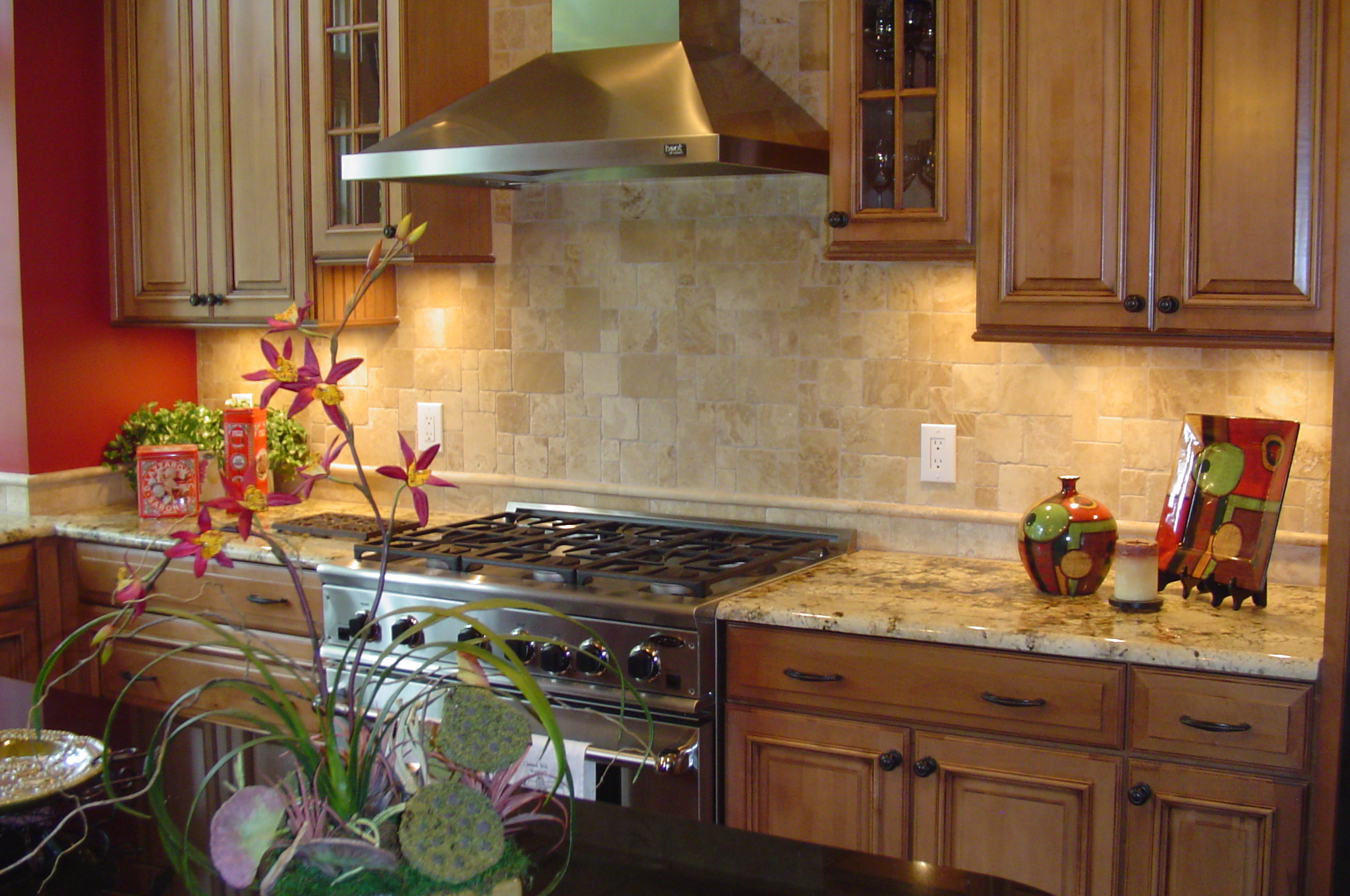
La cuina de fogons i el forn de gas són exemples de gasodomèstics

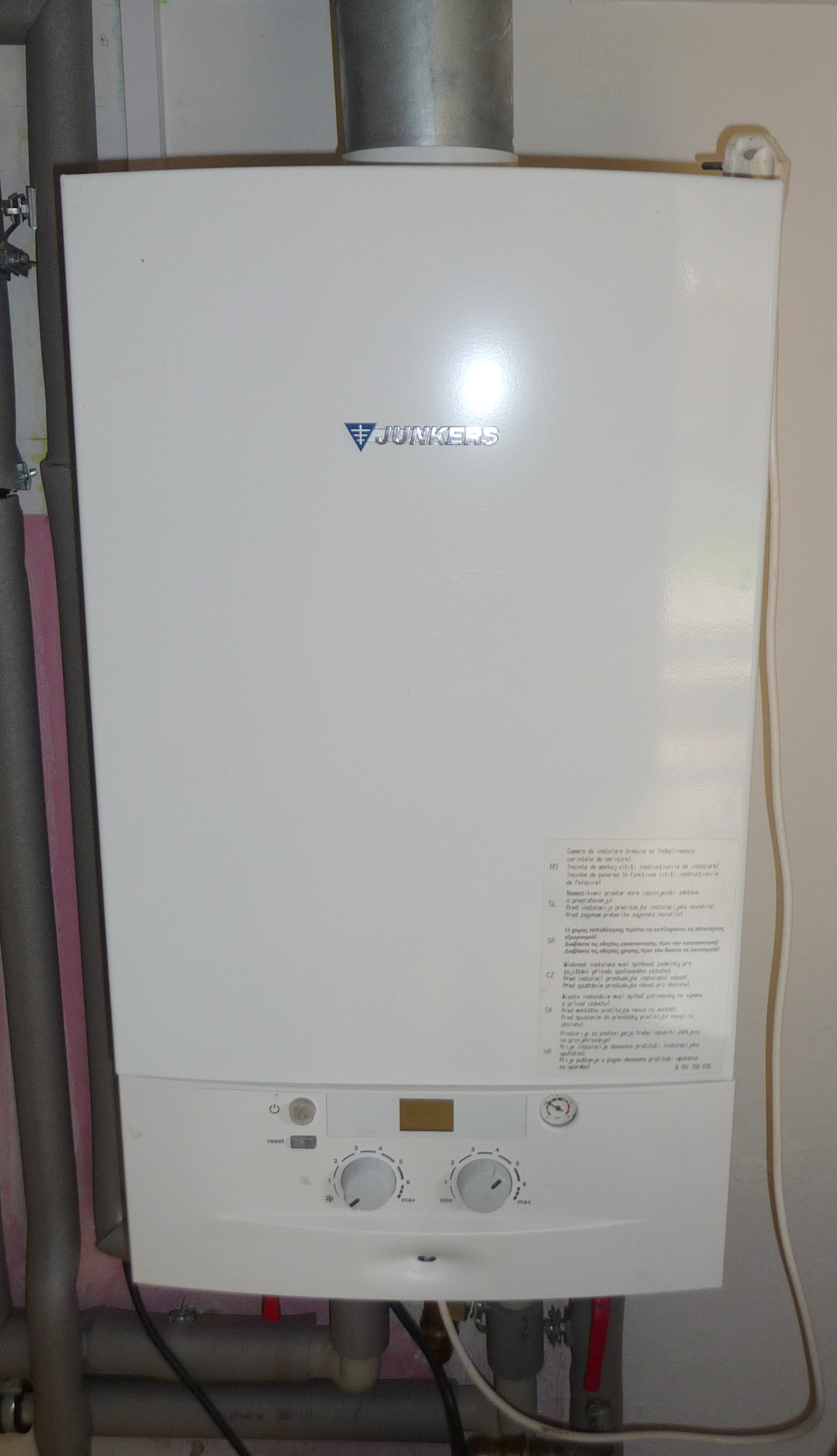
L'escalfador d'aigua a gas també és un gasodomèstic habitual

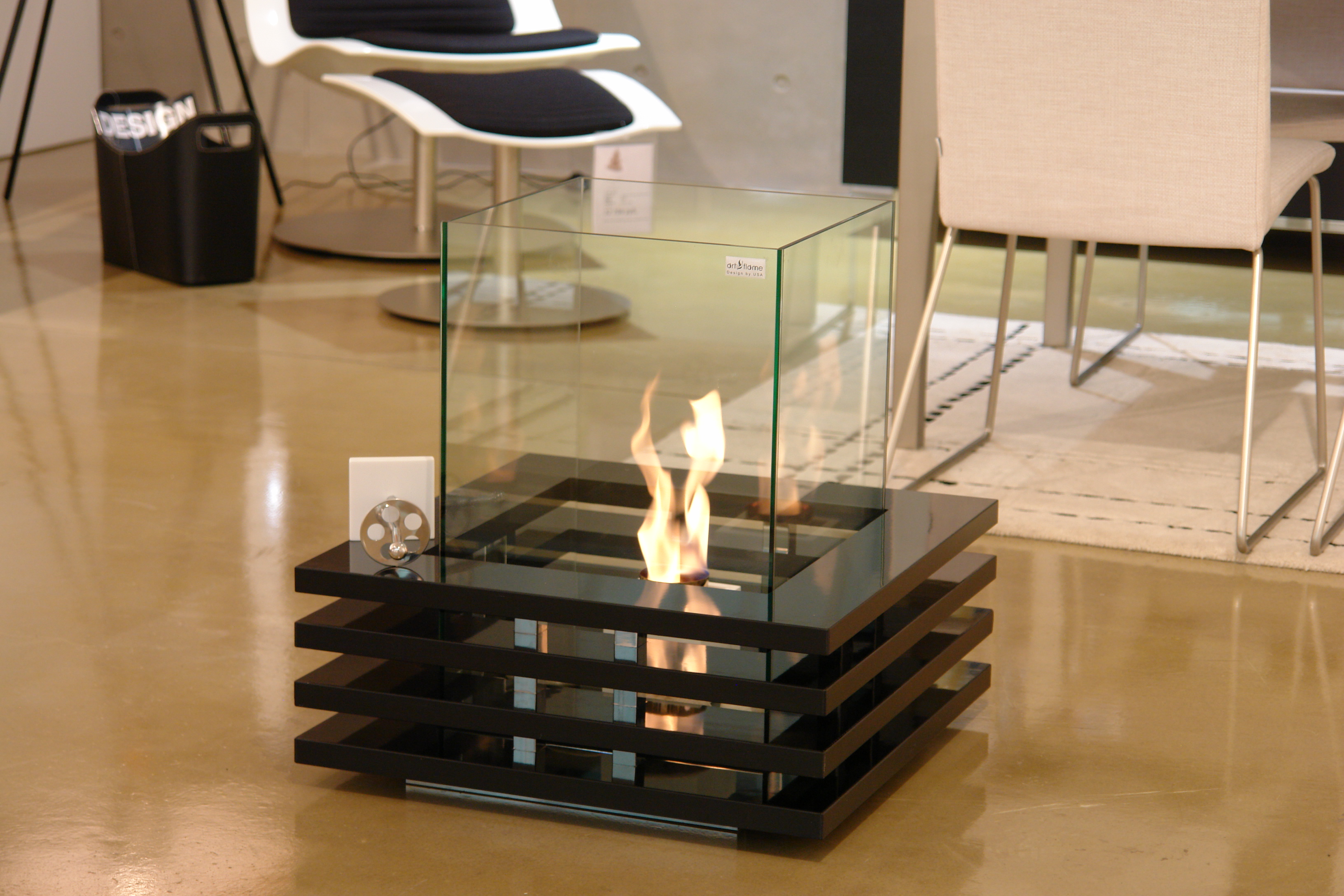
Gasodomèstic inspirat en una llar de foc

Un gasodomèstic és un aparell domèstic que funciona directament amb gas natural. La seva eficiència energètica és més alta que la dels electrodomèstics, que funcionen amb electricitat (part d'ella obtinguda també a partir de gas natural i la resta de centrals nuclears, petroli, etc.), perquè el gas natural és una energia primària, al contrari que l'electricitat, i per això abans del seu ús s'ha vist sotmesa a menys transformacions, amb les pèrdues d'energia i el cost econòmic que suposa cada una d'elles.
Els més habituals són estufes per a exteriors (terrases de bars, jardins, etc.), fogonets portàtils, cuines, forns i escalfadors d'aigua (dutxa i llar, piscines, etc.), però també hi ha per exemple rentadores, rentavaixelles, secadores, vitroceràmiques, frigorífics, arcons congeladors, luminàries, termos, barbacoes i falsos llenys per a llars de foc.
Antigament a Espanya s'havien usat també gasodomèstics de gas propà, aquests aparells poden ser adaptats a gas natural. En canvi, està prohibit adaptar un electrodomèstic a gasodomèstic, tot i que tècnicament és possible, com a mesura de seguretat per al treballador que ho ha de fer, ja que, especialment al cas de les estufes, pot ser perillós.